# Smooth
A Smooth című dal Santana és Rob Thomas világsikerű duettje, amely 1999 egyik legnagyobb slágere volt. A Smooth volt az első kislemezszám a Supernatural című albumról. Minden várakozást felülmúlva első helyezést ért el több slágerlistán és az albumot is a listák elejére röpítette. Ez a dal volt Santana karrierjének első #1 slágere. Az USA-ban az 1999-es évet a Billboard Hot 100 lista 1. helyén zárta és a 2000-es évet is ugyanitt kezdte, így összesen 12 hetet töltött az említett lista csúcsán. Fred Bronson a Billboard's Hottest Hot 100 Hits szerkesztője szerint a dal a '90-es évek #1 slágere.

## A dal megírásának története
A New York Manhattan negyedében élő dalszerző, zongorista, producer Itaal Shur (korábban a Groove Collective tagja) a menedzserén, Suzanne Hilleary-n keresztül tudomást szerzett arról, hogy Carlos Santana a készülő lemezéhez keres anyagot. Santana-rajongó lévén felhívta a gitáros menedzsmentjét és közölte, megírta a tökéletes dalt. Mivel korábban már szerzett egy nagyobb sikerű számot (1996-ban az Ascensiont, előadója Maxwell), azonnal elfogadták az ajánlatát. Az egyetlen probléma csupán az volt, hogy nem volt dal. Így hát rászánta a hétvégét és írt egyet.
Santana kiadójánál, az Arista Recordsnál Pete Ganbargnek tetszett a szám hangulata, a szöveget azonban túl „szexisnek”, provokatívnak találta, ezért összehozta Shurt Rob Thomas-szal, hogy közösen dolgozzák át a dalt. Az ötletet Clive Davis, az Arista Records alapítója és akkori elnöke is támogatta. Mindez 1999 februárjában történt, amikor Rob Thomas történetesen New York Soho negyedében, Shurtól csupán néhány háztömbnyire lakott.
Thomas meghallgatta az addig elkészült változatot, majd hozzáfogott az új szöveg megírásához. Az ihletet a latin-amerikai származású menyasszonyához fűződő kapcsolata adta (Marisol Maldonadoval 1999 októberében házasodtak össze). Shur közreműködésével egy órán belül megszületett a végleges változat. A szövegen kívül a zenei bevezető és az összekötő (átvezető) rész is Rob szerzeménye. A refrén Just like the ocean / Under the moon része hatszori újraírás után, a Shur által eredetileg javasolt Give me the ocean / Give me the moon-ból született meg. A dal első sora szintén többszöri átírás eredménye. Shur stúdiójában elkészítették a dal demóváltozatát. A felvétel során dobgépet használtak, amiről azonban Rob úgy gondolta, a stúdióváltozatból ki kellene hagyni, mert Santanának valószínűleg nem tetszene.
Ekkor még nem lehetett tudni, ki lesz a dal énekese. Rob Thomas az egyik kedvencének számító George Michaelt javasolta. Néhány nappal a dal megírása után felhívták a Santana-teamtől és közölték vele, Carlos Santana meghallgatta a demófelvételt és annyira hitelesnek hatott számára Rob előadásmódja, hogy szeretné, ha ő maga vállalná a dal feléneklését. Mivel a Matchbox Twenty tagjai a sokadik koncertkörútjuk után – a második album felvételéhez erőt gyűjtve – éppen pihenőt tartottak, Rob igent mondott. Mindenesetre felhívta a zenekar egyik tagját, Pault, hogy bizonyos legyen afelől, társai számára nem jelent gondot a Santanával való együttműködése.
A dal a Supernatural utolsó számaként három-négy nap alatt, San Franciscóban került felvételre. Az énekes azt hitte, egyedül fogja az elkészült alapra felénekelni a számot, legnagyobb meglepetésére azonban Santana egész együttese ott volt a stúdióban. Néhány próba után két változatot vettek fel. Később a dal producere, Matt Serletic javaslatára fúvósokkal egészítették ki a hangzást.
Rob eleinte kételkedett benne, hogy a dal egyáltalán felkerül a lemezre, azt pedig végképp nem gondolta, hogy a Smooth lesz az első kislemez az albumról. Mint később kiderült, ennél jobb döntést nem is lehetett volna hozni.

## A videóklip
A klipet a New York-i Harlem spanyol ajkúak lakta negyedében forgatták. Érdekessége, hogy Marisol Thomas is szerepel benne. Ő az a lány, aki először az ablakból figyeli az utcán zenélő együttest és a köréjük gyűlő hallgatóságot, majd maga is csatlakozik a táncolókhoz (sötétkék topban és zöld szoknyában).
Rob Thomas így indokolta Santanának végül is miért Marisolra esett a választása a klip főszerepét illetően: "Akkor már a menyasszonyom volt, végül is ő ihlette ezt a dalt, és amikor Santanának bemutattam, annyira megtetszett neki, hogy ragaszkodott: Marisol táncoljon a Smooth videóklipjében. Utána annyi pasi gerjedt rá, hogy muszáj volt elvennem.”
A klip rendezője Marcus Raboy volt, a videópremierre 1999. július 27-én került sor.

## Helyezések, eredmények, díjak
| Listák (1999–2000)                     | Legjobb helyezés |
| -------------------------------------- | ---------------- |
| Ausztrália (ARIA)                      | 4                |
| Ausztria (Ö3 Austria Top 40)           | 9                |
| Belgium (Ultratop 50 Flanders)         | 30               |
| Kanada Top Singles (RPM)               | 1                |
| Kanada Adult Contemporary Tracks (RPM) | 1                |
| Kanada Rock/Alternative (RPM)          | 1                |
| Európa (Eurochart Hot 100)             | 10               |
| Finnország (Singlet Top 20)            | 12               |
| Franciaország (Single Top 100)         | 15               |
| Németország (Media Control Charts)     | 21               |
| Görögország (IFPI)                     | 2                |
| Izland (Íslenski Listinn Topp 40)      | 31               |
| Írország (IRMA)                        | 3                |
| Hollandia (Top 40)                     | 37               |
| Hollandia (Single Top 100)             | 40               |
| Új-Zéland (Recorded Music NZ)          | 18               |
| Lengyelország (LP3)                    | 1                |
| Portugália (AFP)                       | 5                |
| Skócia (Scottish Singles Top 40)       | 2                |
| Svájc (Schweizer Hitparade)            | 18               |
| Egyesült Királyság (UK Singles Chart)  | 3                |
| US Billboard Hot 100                   | 1                |
| US Adult Alternative Songs (Billboard) | 1                |
| US Adult Contemporary (Billboard)      | 11               |
| US Adult Top 40 (Billboard)            | 1                |
| US Alternative Songs (Billboard)       | 24               |
| US Mainstream Rock (Billboard)         | 10               |
| US Mainstream Top 40 (Billboard)       | 1                |
| US Rhythmic (Billboard)                | 23               |

| Lista (2019)                          | Legjobb helyezés |
| ------------------------------------- | ---------------- |
| Lengyelország (Polish Airplay Top 20) | 100              |

| Listák (1999)                   | Legjobb helyezés |
| ------------------------------- | ---------------- |
| Ausztrália (ARIA)               | 11               |
| Kanada Top Singles (RPM)        | 9                |
| Kanada Adult Contemporary (RPM) | 50               |
| Kanada Rock/Alternative (RPM)   | 8                |
| Új-Zéland (Recorded Music NZ)   | 36               |
| Lengyelország (LP3)             | 28               |
| US Billboard Hot 100            | 19               |
| US Adult Top 40 (Billboard)     | 16               |
| US Mainstream Rock (Billboard)  | 35               |

| Listák (2000)               | Legjobb helyezés |
| --------------------------- | ---------------- |
| Európa (Eurochart Hot 100)  | 68               |
| Franciaország (SNEP)        | 90               |
| Lengyelország (LP3)         | 22               |
| Svájc (Schweizer Hitparade) | 95               |
| US Billboard Hot 100        | 2                |

| Lista (1990–99)      | Legjobb helyezés |
| -------------------- | ---------------- |
| US Billboard Hot 100 | 41               |
| Lista (2000–09)      | Legjobb helyezés |
| US Billboard Hot 100 | 33               |

| Listák                           | Legjobb helyezés |
| -------------------------------- | ---------------- |
| US Billboard Hot 100             | 2                |
| US Adult Top 40 (Billboard)      | 1                |
| US Mainstream Top 40 (Billboard) | 2                |

A Smooth 1999-ben az év legsikeresebb dala lett, 2000-ben Rob Thomas az "Év felvétele", az "Év dala" és a "Legjobb vokális popzenei együttműködés" kategóriákban nyert Grammy-díjat a dalért.
A Grammy-díjakon kívül Santana és Rob Thomas a következő elismerésket kapta meg még a dalért:
- RIAA Platinum Díj – 1999
- Touch Tunes Díj a legtöbbet játszott dal kategóriában – 2000
- Kaliforniai Zenei Díj a kiemelkedő dal kategóriában – 2000
- VH-1 'Your Song Kicked Ass But Was Played Too Damn Much' Díj – 2000

## Különböző kiadások
| 1. | Smooth (Rádióváltozat)              | 3:55 |
| 2. | Smooth ("Dance Radio Mix" változat) | 4:55 |
| 3. | Smooth (Instrumentális változat)    | 4:55 |

| 1. | Smooth (Rádióváltozat) | 3:55 |
| 2. | El Farol               | 4:59 |

| 1. | Smooth (Rádióváltozat)         | 4:01 |
| 2. | Smooth (Dance Radio Mix)       | 3:53 |
| 3. | Smooth (Club Mix)              | 7:29 |
| 4. | Smooth (Club Mix Instrumental) | 7:30 |
| 5. | Smooth (Albumváltozat)         | 4:55 |

## Közreműködtek
- Rob Thomas – Ének & szöveg
- Matt Serletic – Producer
- Andy Grassi, Michael McCoy – Rendezők
- David Thoener – Felvétel & keverés
- Itaal Shur – Zene
- Marcus Raboy – Videóklip-rendező
- Bruce Ashley – Videóklip-vágás